# 정규환
정규환(鄭圭煥, 일본식 이름: 萊山圭煥라이산 게이칸, 1875년 8월 7일 ~ 1946년 4월 26일)은 대한제국과 일제강점기의 관료로, 본적은 경성부 사직정이다.

## 생애
1896년 5월 23일부터 1899년 이후까지 경상북도 대구부 총순(總巡)을 역임했으며 1902년 9월 11일 혜민원 주사로 임명되었다. 1904년 6월 19일 육군 보병 참위로 복무했고 1909년 12월 8일 대한농상협회 총무로 선임되었다. 1910년 5월 진보당 임시회장, 1914년 8월 어의동 공립보통학교 학무위원을 역임했으며 1915년 9월 13일 시정 5년 기념 조선물산공진회 경성협찬회 회원으로 선임되었다. 1921년 유민회 평의원과 동광회 평의원, 간사를 역임했고 1924년 3월 각파유지연맹 발기인과 임시간사를 역임했다.
1925년부터 1933년까지 동민회 평의원을 역임했으며 1927년 2월 국민협회 평의원, 1928년 8월 22일 조선박람회 경성협찬회 발기인으로 각각 선임되었다. 1931년부터 1932년까지 국민협회 총무를 역임했고 1931년 10월 경성신사 행렬부계장, 1931년 11월 단군신전봉찬회 이사로 각각 선임되었다. 1935년부터 1941년까지 국민협회 이사를 역임하는 동안 내선융화를 주장하는 한편 참정권 청원 운동을 전개했다. 1936년 전후에 사직정 총대(總代)와 정총대연합회 상무이사, 애국부인회 고문, 국방회의 평의원, 재향군인회 명예회원, 경성부 북부 인보관 이사, 경성신사 씨자총대를 역임했다.
민족문제연구소의 친일인명사전 수록자 명단의 친일단체 부문, 친일반민족행위진상규명위원회가 발표한 친일반민족행위 705인 명단에 포함되었다.

## 참고자료
- 친일반민족행위진상규명위원회 (2009). 〈정규환〉. 《친일반민족행위진상규명 보고서 Ⅳ-16》. 서울. 7~24쪽.